# Superpotjera (kviz)
Superpotjera je kviz u proizvodnji HRT-a, hrvatska inačica britanskoga kviza Beat the Chasers (Pobijedi lovce), ujedno i nastavak (spin–off) kviza Potjera. Hrvatska je sedma zemlja koja je krenula s prikazivanjem domaće inačice ovoga kviza.
Premijerno se prikazuje od 26. ožujka 2023. na HTV 1 u večernjemu terminu.
Emisija je osvojila nagradu Večernjakova ruža 2023. u kategoriji „TV emisija” godine za 2023. godinu.

## Pravila
Pravila kviza obratna su od matične inačice kviza Potjera.
Dok u Potjeri četvero natjecatelja igra protiv jednoga lovca, u Superpotjeri petero lovaca igra protiv jednoga natjecatelja. Igrači će često koristiti svih 60 sekundi koje imaju na raspolaganju, dok će lovci to rijetko činiti pa tako igrači dobivaju nešto više vremena.

## Prikazivanje
Emisija je tijekom prve sezone imala ljetnu stanku od 29. svibnja, a prikazivanje ostatka epizoda prve sezone nastavila je 1. listopada 2023. Druga sezona je počela 17. ožujka 2024., ljetnu stanku je imala od 6. svibnja, te će od 29. rujna 2024. godine nastaviti prikazivanje druge sezone koja je završila 22. prosinca 2024.
Nova treća sezona s prikazivanjem je krenula 9. ožujka 2025. godine.
| Sezona | Sezona | Epizoda            | Početak prikazivanja | Kraj prikazivanja | Voditelj    | Osvojeni novac | Ukupno    |
| ------ | ------ | ------------------ | -------------------- | ----------------- | ----------- | -------------- | --------- |
|        | 1.     | 10                 | 26. ožujka 2023.     | 28. svibnja 2023. | Joško Lokas | 193.000 €      | 730.555 € |
| 12     | 1.     | 1. listopada 2023. | 17. prosinca 2023.   | 114.500 €         | Joško Lokas |                | 730.555 € |
|        | 2.     | 8                  | 17. ožujka 2024.     | 5. svibnja 2024.  | Joško Lokas | 107.500 €      | 730.555 € |
| 13     | 2.     | 29. rujna 2024.    | 22. prosinca 2024.   | 139.000 €         | Joško Lokas |                | 730.555 € |
|        | 3.     | 10                 | 9. ožujka 2025.      | 11. svibnja 2025. | Joško Lokas | 176.555 €      | 730.555 € |
| –      | 3.     | jesen 2025.        | –                    | –                 | Joško Lokas |                | 730.555 € |

## Lovci u kvizu
| Lovac                    | Trajanje                 | Broj epizoda/sudjelovanje |
| ------------------------ | ------------------------ | ------------------------- |
| Sven Marcelić            | 26. ožujka 2023. – danas | 53                        |
| Morana Zibar             | 26. ožujka 2023. – danas | 53                        |
| Krešimir Sučević Međeral | 26. ožujka 2023. – danas | 53                        |
| Mladen Vukorepa          | 26. ožujka 2023. – danas | 53                        |
| Dean Kotiga              | 26. ožujka 2023. – danas | 53                        |

## Statistike
Detaljne statistike emisije tijekom prve i druge sezone emitiranja.
Posljednje ažuriranje: 22. prosinca 2024.

### Lovci

#### Broj igara
| Lovci    | Sezona 1 (1) | Sezona 1 (2) | Sezona 2 (1) | Sezona 2 (2) | Sezona 3 (1) | Ukupno |
| -------- | ------------ | ------------ | ------------ | ------------ | ------------ | ------ |
| Sven     | 38           | 36           | 39           | 33           | u tijeku     | 136    |
| Morana   | 39           | 39           | 37           | 35           | u tijeku     | 138    |
| Krešimir | 45           | 43           | 39           | 30           | u tijeku     | 145    |
| Mladen   | 43           | 41           | 39           | 34           | u tijeku     | 142    |
| Dean     | 40           | 39           | 40           | 33           | u tijeku     | 140    |

#### Pobjede lovaca
| Lovci    | Sezona 1 (1) | Sezona 1 (2) | Sezona 2 (1) | Sezona 2 (2) | Sezona 3 (1) | Ukupno |
| -------- | ------------ | ------------ | ------------ | ------------ | ------------ | ------ |
| Sven     | 25           | 26           | 28           | 23           | u tijeku     | 95     |
| Morana   | 24           | 27           | 26           | 23           | u tijeku     | 93     |
| Krešimir | 29           | 30           | 30           | 23           | u tijeku     | 104    |
| Mladen   | 30           | 29           | 29           | 24           | u tijeku     | 103    |
| Dean     | 27           | 28           | 32           | 20           | u tijeku     | 98     |

#### Postotak pobjeda lovaca
| Lovci    | Sezona 1 (1) | Sezona 1 (2) | Sezona 2 (1) | Sezona 2 (2) | Sezona 3 (1) | Ukupno  |
| -------- | ------------ | ------------ | ------------ | ------------ | ------------ | ------- |
| Sven     | 65,79 %      | 72,22 %      | 71,79 %      | 69,70 %      | u tijeku     | 69,85 % |
| Morana   | 61,54 %      | 69,23 %      | 70,27 %      | 65,71 %      | u tijeku     | 67,39 % |
| Krešimir | 64,44 %      | 69,77 %      | 76,92 %      | 76,67 %      | u tijeku     | 71,72 % |
| Mladen   | 69,77 %      | 70,73 %      | 74,36 %      | 70,59 %      | u tijeku     | 72,54 % |
| Dean     | 67,50 %      | 71,79 %      | 80,00 %      | 60,61 %      | u tijeku     | 70,00 % |

### Igrači
| Sezona       | Broj igara | Pobjede  | Porazi   |
| ------------ | ---------- | -------- | -------- |
| Sezona 1 (1) | 52         | 19       | 33       |
| Sezona 1 (2) | 49         | 15       | 34       |
| Sezona 2 (1) | 51         | 12       | 39       |
| Sezona 2 (2) | 40         | 13       | 27       |
| Sezona 3 (1) | u tijeku   | u tijeku | u tijeku |
| Ukupno       | 176        | 53       | 123      |

## Vanjske poveznice
- Službena stranica na hrt.hr